# Litan: La Cité des spectres verts
Litan: La Cité des spectres verts és una pel·lícula de terror francesa de 1982 coescrita, produïda, editada i dirigida per Jean-Pierre Mocky i Jean-Claude Romer. És protagonitzada per Marie-José Nat, Jean-Pierre Mocky, Nino Ferrer i Marisa Muxen.

## Trama
Una parella jove passa pel petit poble muntanyós i boirós de Litan mentre els habitants celebren un Festival dels Morts. A mesura que avança el festival, succeeixen esdeveniments estranys i estranys que revelen alguna que hi ha una cosa sinistra. La Nora té un son alterat per un malson. Quan es desperta, una veu misteriosa li demana trobar-se amb ella per telèfon, la qual cosa comença una persecució pel poble, amb la Nora revivint tots els moments més destacats del seu malson. La gent s'està tornant boja. A més, a Litan, l'aigua alberga estranys "Espectres Verds", cucs brillants que ataquen i es desintegren instantàniament els humans que hi contacte. Tement per les seves vides, la parella va decidir fugir del poble abans que ells també es vegin superats per les fosques implicacions de la celebració i es converteixin en ombres d'ells mateixos.

## Repartiment
- Marie-José Nat - Nora
- Jean-Pierre Mocky - Jock
- Nino Ferrer - Doctor Steve Julien
- Marisa Muxen - Estelle Servais
- Bill Dunn - Cornell
- Georges Wod - Bohr
- Dominique Zardi - El líder dels ximples

## Premis i nominacions
Litan va guanyar el premi de la crítica al Festival internacional de cinema fantàstic d'Avoriaz. També va guanyar el premi al millor guió al XV Festival Internacional de Cinema Fantàstic i de Terror.